# Campeonato Mundial de Ciclismo en Pista de 1896

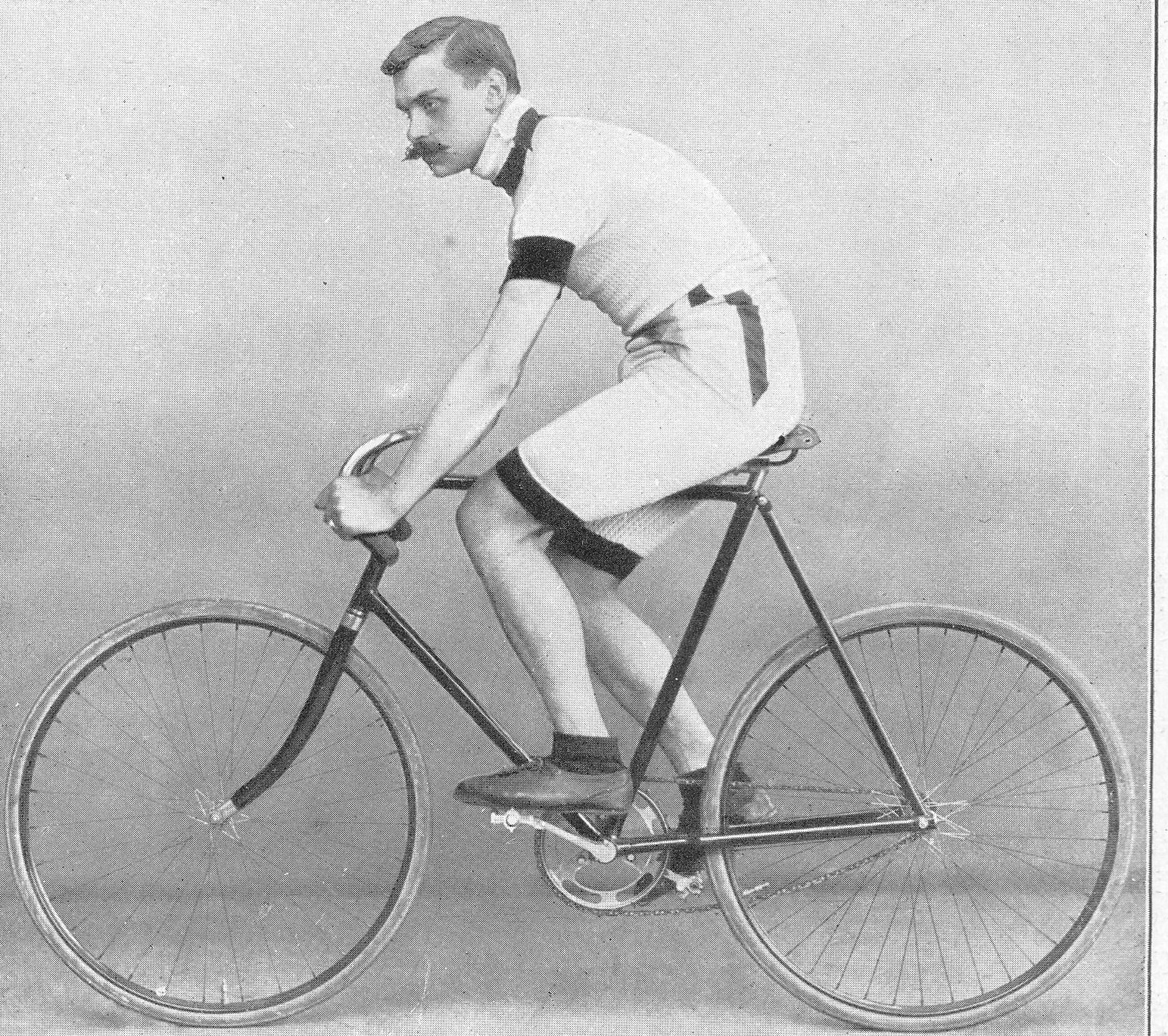
Jack William Stocks

El IV Campeonato Mundial de Ciclismo en Pista se celebró en Copenhague (Dinamarca) el 14 y el 15 de agosto de 1896 bajo la organización de la Asociación Ciclista Internacional y la Federación Danesa de Ciclismo.
Las competiciones se realizaron en el Velódromo de Ordrup de la capital danesa. En total se disputaron 4 pruebas, 2 para ciclistas profesionales y 2 para ciclistas aficionados o amateur.

## Medallistas

### Profesional
| Evento      | Oro                      | Plata                      | Bronce                             |
| ----------- | ------------------------ | -------------------------- | ---------------------------------- |
| Velocidad   | Paul Bourillon Francia   | Charles Barden Reino Unido | Edmond Jacquelin Francia           |
| Medio fondo | Arthur Chase Reino Unido | Jack Stocks Reino Unido    | Franz Gerger Imperio austrohúngaro |

1. ↑  Nacido como Ferenc Gerger en Felsőrönök (Hungría), pero con residencia en Austria desde 1883.

### Amateur
| Evento      | Oro                       | Plata                    | Bronce                     |
| ----------- | ------------------------- | ------------------------ | -------------------------- |
| Velocidad   | Harry Reynolds Irlanda    | Edwin Schrader Dinamarca | Charles Guillaumet Francia |
| Medio fondo | Fernand Ponscarme Francia | Mijail Diakov · Rusia    | Andreas Hansen Dinamarca   |

## Medallero
| Núm. | País                  | Oro | Plata | Bronce | Total |
| ---- | --------------------- | --- | ----- | ------ | ----- |
| 1    | Francia               | 2   | 0     | 2      | 4     |
| 2    | Reino Unido           | 1   | 2     | 0      | 3     |
| 3    | Irlanda               | 1   | 0     | 0      | 1     |
| 4    | Dinamarca             | 0   | 1     | 1      | 2     |
| 5    | Rusia                 | 0   | 1     | 0      | 1     |
| 6    | Imperio austrohúngaro | 0   | 0     | 1      | 1     |
|      | TOTAL                 | 4   | 4     | 4      | 12    |